# السيد سهراب ولي
سيد سهراب ولي كان بيرًا أسطوريًا (معلمًا صوفيًا) مرتبطًا بمنطقة بدخشان في آسيا الوسطى. لا يُعرف الكثير عن حياته على وجه اليقين، أو حتى ما إذا كان موجودًا حقًا، ولكن له أهميته كشخصية ، بارزة في معظم سيرة القديسين الإسماعيليين في آسيا الوسطى في القرن التاسع عشر.:373–74

## سيرة الحرير الجوهري
أقدم وأهم سيرة ذاتية للسيد سهراب هي سيرة الحرير الجوهري، التي ألفها خواجة أحرار، الذي ادعى أنه ينحدر من السيد سهراب، حوالي عام 1251 هـ / 1835 م في جرم، وهي بلدة تقع في ما يعرف الآن بإقليم بدخشان الأفغاني. :374 تصور السيرة السيد سهراب على أنه من نسل النبي محمد من حفيده موسى الكاظم. ويزعم أن والد السيد سهراب هو مير سيد حسن. يتعرف مير على ناصر خسرو الشهير ويكلف درويشًا بارزًا، بابا حيدر، بمرافقة السيد سهراب البالغ من العمر أربع سنوات، والذي كان يبلغ من العمر أربع سنوات آنذاك، إلى ناصر. يدرس سيد سهراب إلى جانب عمر يومغي، ولكن سيد سهراب هو الذي جعله ناصر بعد ذلك تلميذه الرئيس وخليفته (في خطوة تعكس على الأرجح السياسة الروحية للمجتمع الإسماعيلي الذي أنتج النص أكثر من أي حقيقة تاريخية)، ويستمر سيد سهراب الكاريزمي في الحصول على عدد كبير من الأتباع من تلقاء نفسه. :374–75 لا تزال العديد من العائلات الإسماعيلية في آسيا الوسطى تدعي أن السيد سُهراب هو أحد أجدادهم ومصدر سلطتهم الروحية الخاصة. :375 ومن السير الذاتية البارزة للسيد سهراب كتاب بحر الأخبار. :375

## التاريخية
في تقييم دانيال بيبن، "إن مدى حضور السيد سهراب في التقاليد الأنسابية لمنطقة بدخشان يشير إلى أن اسمه يحمل على الأقل بعض الارتباط بشخصية تاريخية".:375 يزعم أنه على الرغم من الارتباط التقليدي بناصر خسرو (مما يشير إلى تاريخ القرن الثاني عشر للسيد سُهراب)، فإن الأنساب تشير في الواقع إلى تاريخ الميلاد حوالي عام 1400 م. :381–82 وبما أن النص الإسماعيلي "صحيفة الناظرين" موجود في أغلب المخطوطات المعروفة المنسوبة إلى سيد سهراب، ولكن في نسخة أخرى منسوبة إلى غياث الدين علي الأصفهاني في القرن الخامس عشر، اقترح دانيال أن سيد سهراب ربما كان في الأصل غياث الدين نفسه.

## روابط خارجية
- السيد سهراب ولي في مجموعة وثائق الأنساب في برينستون بدخشان
- ' باداشيني، سيد سُهراب والي ، الموسوعة الإيرانية